# Radio Times
Radio Times es la revista semanal de programación de radio y televisión perteneciente a la BBC. También entrega listas de programación en su sitio en Internet.

## Historia y publicación
Radio Times fue fundada el 28 de septiembre de 1923, y originalmente entregaba detalles de los programas radiales de la BBC en respuesta a un boicot originado por los periódicos en contra de las programaciones de la radio. También fue la revista con la mayor circulación en Europa. Hasta la desregulación de las programaciones televisivas en 1991, Radio Times solo publicaba las listas de los canales de la BBC, mientras que la revista publicada por ITV, TVTimes, poseía solo la programación de ITV y (desde 1982) Channel 4. En la actualidad ambas revistas publican las programaciones de todos los grandes canales de televisión análoga y digital, más las señales de cable y satélite en el Reino Unido. También existen revistas independientes dedicadas al mismo tema. Sin embargo, Radio Times aún existe debido a la abundante información que presenta en las programaciones de radio. Desde la edición del 22 de mayo de 2007, la revista posee dos páginas adicionales de programación televisiva por día como parte de la disminución del tamaño, entregando más de 10 páginas de programación por día en total.
Radio Times se publica los martes (su día de publicación fue trasladado paulatinamente desde el viernes) y posee la programación entre el sábado siguiente hasta el viernes (este formato se inició en 1960, antes de la cual las ediciones poseían los programas de domingo a sábado; esto quiere decir que la programación del sábado 8 de octubre de 1960 apareció publicada en dos ediciones). La semana de Navidad y la semana siguiente a dicha festividad son publicadas como una edición doble (una tradición originada en 1969), al igual que la mayoría de las revistas de televisión y radio del Reino Unido. Generalmente en dichas fechas presenta una portada con un trabajo artístico relacionado con las fiestas de fin de año, algo atípico para la revista, que desde los años 1970 posee, en gran parte, portadas fotográficas.
Existen varias ediciones regionales, cada una de las cuales posee diferentes listas para la programación regional. Todas las ediciones publican las variantes en la programación televisiva local y la programación local de radio. En la actualidad existen menos ediciones regionales en comparación a años anteriores, debido a que las escasas variaciones entre las programaciones locales han llevado a la fusión de varias ediciones. El cambio más reciente de este tipo ocurrió con la fusión de la edición de Midlands con la de Londres/Anglia en agosto de 1997.
La programación televisiva para cada día es publicada en 10 páginas o 5 páginas dobles: una página de revisiones de programas destacados en señal abierta seguidos de tres páginas de la programación de televisión terrestre (una para el horario diurno, y una página doble para el horario estelar), y después seis páginas de programaciones y programas destacados para los canales digitales.
| Edición                         | Regiones de la BBC                                                                        | Regiones de ITV                                                 | Otros canales |
| ------------------------------- | ----------------------------------------------------------------------------------------- | --------------------------------------------------------------- | ------------- |
| Londres/Anglia/Midlands         | BBC London, BBC East, BBC Midlands, BBC East Midlands                                     | ITV London, ITV Anglia, ITV Central                             |               |
| South/West/South West           | BBC South, BBC South East, BBC West, BBC South West                                       | ITV Meridian, ITV West, ITV Westcountry, ITV Channel Television |               |
| Yorkshire/North East/North West | BBC Yorkshire, BBC Yorkshire and Lincolnshire, BBC North East and Cumbria, BBC North West | ITV Yorkshire, ITV Tyne Tees, ITV Granada                       |               |
| Escocia                         | BBC Scotland, BBC North East and Cumbria                                                  | STV (North and Central), ITV Border                             |               |
| Gales                           | BBC Wales                                                                                 | ITV Wales                                                       | S4C           |
| Irlanda del Norte               | BBC Northern Ireland                                                                      | UTV                                                             | RTÉ, TV3      |

## Radio Times Guide to Films
Desde 2000, BBC Worldwide ha publicado Radio Times Guide to Films, la cual posee más de 21.000 películas en un libro de 1.707 páginas. La edición de 2006 fue editada por Kilmeny Fane-Saunders y presentaba una introducción a cargo de Barry Norman.
La edición de 2007 fue introducida por Andrew Collins. Asimismo, también existen libros relacionados con comedia (Radio Times Guide to Comedy) y ciencia ficción (Radio Times Guide to Science-Fiction).